# Phacellodomus
Phacellodomus es un género de aves paseriformes perteneciente a la familia Furnariidae que agrupa a especies nativas de América del Sur, donde se distribuyen desde el norte de Colombia y Venezuela hasta el norte de Argentina y Uruguay. A sus miembros se les conoce por el nombre popular de espineros.

## Etimología
El nombre genérico masculino «Phacellodomus» se compone de las palabras del griego «φακελλος phakellos» que significa ‘amontonado de palitos’, y «δομος domos» que significa ‘casa’; en referencia al típico nido de estas especies.

## Características
Las especies de este género son furnáridos de colorido uniforme, sin estriado, midiendo entre 14 y 20,5 cm de longitud; muchos exhiben rufo en la frente con plumas veteadas a menudo erizadas. Prefieren áreas semiabiertas, poco arboladas y son más diversos en el centro-sur de Sudamérica. A pesar de ser generalmente inconspícuo, son bastante vocales, y sus ruidosas vocalizaciones llaman la atención. Son mejor conocidos por sus grandes y llamativos nidos, con varias cámaras y construidos con palitos, a lo que deben su nombre popular.

## Taxonomía
El taxón inornatus fue considerado una especie separada de P. rufifrons por Ridgely y Greenfield (2001) y Hilty (2003) con base en diferencias morfológicas y de vocalización; sin embargo, la Propuesta N.º 41 al Comité de Clasificación de Sudamérica (SACC) fue rechazada debido a insuficiencia de datos publicados. Las clasificaciones del Congreso Ornitológico Internacional (IOC), Aves del Mundo (HBW) y Birdlife International (BLI), y más recientemente Clements Checklist/eBird, lo tratan como especie plena.

## Lista de especies
Según las clasificaciones del Congreso Ornitológico Internacional (IOC) y Clements Checklist/eBird, el género agrupa a las siguientes especies, con el nombre común de acuerdo a la Sociedad Española de Ornitología (SEO):
| Imagen | Nombre científico              | Autor                        | Nombre común                | Estado de conservación | Distribución |
| ------ | ------------------------------ | ---------------------------- | --------------------------- | ---------------------- | ------------ |
|        | Phacellodomus rufifrons        | (Wied-Neuwied, 1821)         | espinero común              | LC                     |              |
|        | Phacellodomus inornatus        | Ridgway, 1887                | espinero liso               | LC                     |              |
|        | Phacellodomus sibilatrix       | P.L. Sclater, 1879           | espinero chico              | LC                     |              |
|        | Phacellodomus striaticeps      | (Orbigny & Lafresnaye, 1838) | espinero andino             | LC                     |              |
|        | Phacellodomus striaticollis    | (Orbigny & Lafresnaye, 1838) | espinero pechimoteado       | LC                     |              |
|        | Phacellodomus maculipectus     | Cabanis, 1883                | espinero de pecho manchado; | LC                     |              |
|        | Phacellodomus dorsalis         | Salvin, 1895                 | espinero dorsicastaño       | NT                     |              |
|        | Phacellodomus ruber            | (Vieillot, 1817)             | espinero grande             | LC                     |              |
|        | Phacellodomus erythrophthalmus | (Wied-Neuwied, 1821)         | espinero ojirrojo           | LC                     |              |
|        | Phacellodomus ferrugineigula   | (Pelzeln, 1858)              | espinero pechicanelo        | LC                     |              |